# テトラフェニルホウ酸カリウム
テトラフェニルホウ酸カリウム(Potassium tetraphenylborate)は、化学式がKBC24H20の化合物である。水には溶けにくい(1.8×10-4 g/L)が有機溶媒には溶ける。
この化合物の不溶性は沈殿とその重量計測によるカリウムイオンの濃度測定に利用されている。
{\displaystyle {\ce {{K^{+}(aq)}+{B(Ph)4^{-}(aq)}->KB(Ph)4(s)}}}